# Герб Хорола
Герб Хорола — офіційний геральдичний символ міста Хорола Полтавської області. Був затверджений 1782 року. На даний час залишається без змін.

## Опис
На щиті у червоному полі схрещені вістрями донизу золота шабля і стріла. 